# Antsohihy
Antsohihy ist eine Gemeinde in Madagaskar im gleichnamigen Distrikt.
Sie liegt im Westen der Region Sofia, deren Verwaltungsort sie ist.
Am südlichen Rand der Stadt liegt der Flughafen Ambalabe.